# Hubský peň
Hubský peň (Huberský peň či Lánský peň)  je plutonická elevace v centrální části Slavkovského lesa, v okrese Sokolov v Karlovarském kraji. Rozkládá se v katastrálních územích Krásno a Horní Slavkov.
Ve svrchní části je zcela greisenizovaná se značným a významným zrudněním rudami cínu a wolframu. V minulosti byl Hubský peň nejznámějším a největším ložiskem cínu v oblasti a historické prameny uvádějí, že pouze z Hubského pně bylo vytěžením cínové rudy získáno v přepočtu na čistý kov více než 10 tisíc tun cínu.
Dominantní těžby bylo dosaženo v průběhu 30. a 40. let 16. století se špičkovými ročními hodnotami až 500 tun cínu.
Viditelným pozůstatkem po mnoho století trvajícím hlubinném dobývání rud je rozsáhlá a hluboká propadlina starých důlních děl, která svědčí o obrovském objemu vytěžené horniny, částečně rozšířeném o dobývání povrchovým jámovým lomem v letech 1973–1976.

## Geologické poměry
Ložisková oblast Krásna a Horního Slavkova se nachází ve slavkovském krystaliniku a zahrnuje dvě hlavní základní části. První částí je komplex metamorfovaných hornin zastoupených zejména rulou, tzv. slavkovskou rulovou krou, která vznikla v proterozoiku před více než 600 milióny lety. Kra je pláštěm druhé části, kterou tvoří podložní žulové horniny karlovarského žulového plutonu. Stáří karlovarského plutonu je nepochybně variské (300–250 miliónů let). Při pronikání žulového magmatu došlo na kontaktu s rulovým pláštěm ke kontaktní i regionální metamorfóze. Došlo k tvorbě nových hornin, ze kterých je z pohledu těžby rud nejvýznamnější greisen. Jeho akumulace jsou zejména v pních, tělesech zvonového tvaru větších či menších rozměrů. Nejvýznamnějšími jsou Hubský a Schnödův peň. Ty byly hlavním předmětem těžby cínových a wolframových rud ve Slavkovském lese. Při hydrotermálních a pneumatolytických procesech došlo k rozkladu původní žuly a nahrazení živců křemenem v procesu nazývaným greisenisace. Působením horkých roztoků a plynů z lehkých těkavých součástí magmatu došlo k obohacení o rudní minerály cínu a wolframu, které se staly zájmem hornické těžby. Kromě greisenového zrudnění v pních se v oblasti vyskytují i křemenné žilné formace, z nichž některé pronikají i do Hubského pně.
Hubský peň je největší a také nejintenzivněji těženou akumulací cínu ve Slavkovském lese. Tato elevace má tvar zvonu, jehož eliptická základna se s hloubkou rozšiřuje. Eliptická základna v úrovni 250 metrů pod povrchem je 400x250 metrů. V hloubce se Hubský peň spojuje se soudním pněm pojmenovaným jako Schnödův peň, který představuje menší ze dvou hlavních elevací ložiska Krásno. Na rozdíl od Hubského pně byl menší Schnödův peň přikryt asi 70 metrů mocným pláštěm tvořeným rulami a migmatity slavkovské rulové kry. Oba pně se v hloubce spojují. Celé těleso Hubského pně je tvořeno granitem v různých stádiích přeměn. Nejvýznamnější přeměnou je greisenizace. Neví se však, jak vypadala původní vrcholová část ložiska, která dosahovala až na povrch. Předpokládá se, že jedny z prvních pokusů o těžbu primárních rud začaly na výchozu vrchlíku Hubského pně. Pravděpodobně celá odtěžená oblast vrchlíku byla tvořena vysoce zrudněným greisenem. Greisenové polohy se směrem do hloubky rozpadají na několik poloh a jsou protkány křemennými žilami. Ve větších hloubkách okolo 250 metrů pod povrchem přecházejí do greisenizované žuly, v ještě větších hloubkách do granitů. Směrem do hloubky výrazně ubývá Sn–W zrudnění a křemenné žíly se vyskytují jen ojediněle.

## Historie těžby
Hlubinné těžbě cínové rudy předcházelo rýžování kasiteritu v potocích a řekách. První písemná zmínka o vývozu cínu z českých zemí je zpráva arabského obchodníka Ibrahima ibn Jakuba z let 965–966. Není však známo, kde se tento cín získával. Někteří historikové se domnívají, že to bylo z rýžovišť na úpatí Krušných hor. Jiní se domnívají, že to bylo ve Slavkovském lese. Bohatství a kvalita českých rýžovišť byla roku 1241 pochvalně komentována v anglické kronice Bartholomea Angelica.
Těžba sekundárních rozsypových ložisek formou rýžování předcházela povrchové i hlubinné těžbě primárních ložisek. Přesnější lokalizace bohužel chybí. Rovněž se neví, kdy začalo hlubinné dobývání cínové rudy ve Slavkovském lese. První písemné záznamy obvykle neodpovídají skutečným počátkům. Je možné se domnívat, že rýžováním byl cín získáván již dříve. To samé lze říci i o těžbě primárních ložisek. Písemné doklady chybí, existuje však několik nepřímých hmotných důkazů. Předpokládá se, že část cínových ložisek vycházela na povrch. V základech blatné věže, která se nacházela na místě dnešního sokolovského zámku a je řazena do druhé poloviny 13. století, byly nalezeny greiseny, u kterých byl zkoumáním prokázán původ z Hubského pně z hloubky 80–100 metrů. Nejedná se o nahodilé nálezy, obdobné kameny jsou v základech románské věže loketského hradu i tamní rotundy.
Již od 13. století pronikal český cín na evropské trhy a stal se konkurencí pro dosud dominantní anglický cín. V 16. století se obchodování s cínem soustředilo do Norimberku, Augsburgu a Lipska. V polovině 16. století tento trh ovládal cín z Horního Slavkova a Krásna. Dominantní pozici si udržel do přelomu 16. a 17. století.
Přestože se neví, jak původně vypadala vrchová část Hubského pně, která byla odtěžena nejspíš povrchovou těžbou, usuzují geologové dle geomorfologie okolního terénu a vertikální nesouměrnosti ve vývoji zrudněných zón, že těleso mělo dva oddělené vrcholy.
Specifikem ložiska Hubský peň je existence tzv. závalových polí. Jejich vznik souvisí s historickým postupem těžby. Docházelo zde k nesystematické živelné těžbě po dobu několika staletí. Nedodržovaly se ani nejnutnější mezikomorové pilíře, tzv. celíky. Dobývání mnoha šachtami a štolami probíhalo především podél žil uvnitř pně a tak došlo k zaboření vrcholové části Hubského pně a vzniku rozsáhlé oblasti s více či méně souvislým závalem. Následně došlo k vyplnění prostoru mezi rozdrcenými zbytky bývalých celíků nehomogenní směsí žulových hornin i hornin okolního rulového pláště. Celá závalová oblast byla postižena dalšími přeměnami v souvislosti s pronikáním srážkových i důlních vod. Největší Geologicky důležitou součástí pně jsou křemenné žíly. Archivní materiály prokazují značný počet křemenný žil různého stáří. 
Nejrozsáhlejší dobývání rud Hubského pně probíhalo v tzv. šiřinách, důlních chodbách rozšířených na komory. Komory dosahovaly značných rozměrů. Největší koncentrace velkých komor vycházející z důlních map z 18. a 19. století se nacházela kolem jámy Kophan. Doly na Hubském pni vznikaly jako navzájem nezávislé těžební jednotky. Ještě v roce 1701 zde existovalo 36 samostatných důlních měr. Původně těžilo na Hubském pni mnoho větších či menších samostatných závodů. Ty se často účelově seskupovaly kolem významných šachet. Řada z nich v průběhu 16. až 17. století zanikla. Nejdůležitější z nich se udržely. Patřila mezi ně úklonná jáma Kophan (v roce 1812 přejmenovaná na Císařskou) která se stala nejdůležitější šachtou Hubského pně. V polovině 18. století měla úklonnou hloubku 126 metrů, svislou 118 metrů. Na počátku 19. století byla prohloubena na 143 metrů. Jednotlivá samostatná těžařstva na Hubském pni se v roce 1750 spojila do těžařstva Union, které se však pro neshody v roce 1757 rozpadlo a vzniklo nové, které přijalo název Hubský hlavní závod. V severozápadní části pně byla Nová vodní jáma (Neuwasserschacht) se svislou hloubkou 135 metrů. Kromě čerpání vody zpřístupňovala dobývky severozápadní části pně a dobývky na žilách mimo vlastní peň. V hloubce 140 metrů spojoval všechny hlavní šachty tzv. obzor Sohlstrich. Sloužil zejména k dopravě, odvodňování a větrání. Pro těžbu rudy na Hubském pni měl značný význam a proto byl pečlivě udržován.
V první polovině 18. století přerušila těžařstva na Hubském pni dobývání pod úrovní Pluhovy štoly pro nezvladatelné geologické poměry. Nerentabilní těžbu nového spojeného těžařstva musel zachraňovat stát. Ten v roce 1776 převzal celý provoz na Hubském pni aby nezůstal bez domácího cínu, avšak dolování nadále upadalo.
Ve čtyřicátých letech 19. století byla nakonec těžba na Hubském pni ukončena a doly zůstaly na dobu delší než 100 let opuštěny.
Zájem o obnovení těžby na Hubském pni nastal až po druhé světové válce. V roce 1916 bylo zahájeno hloubení jámy dolu Vilém v Krásně. Intenzivní těžba zde začala roku 1918. Důl těžil cínovou a wolframovou rudu ze Schnödova pně, zásoby však po druhé světové válce začaly docházet. Z důvodu klesajících zásob jediného těženého ložiska začal ložiskový průzkum hledat zásoby mimo Schnödův peň. Objektem zájmu se stal Hubský peň. V letech 1955 až 1956 byl ražen překop ze Schnödova do Hubského pně. Průzkumné práce z 2. patra dolu Vilém probíhaly z důvodu průchodu závalovými poli velmi pomalu. Práce skončily neúspěšně pro neznalost topografie starých důlních děl. K odvodnění bylo zvoleno snižování hladiny podzemních vod šachty č. 9 bývalých Jáchymovských dolů, kterou po ukončení těžby uranu v Horním Slavkově převzaly rudé doly v Krásně. V roce 1958 se razil směrem do Hubského pně překop na 3. patře jámy č. 9 Jáchymovských dolů. Výsledek byl obdobný jako při ražbě z dolu Vilém a průzkumné práce byly proto převedeny na 4. patro jámy Jáchymovských dolů. Dne 9. listopadu 1959 došlo při neobsazené směně k průvalu důlních vod. Vyteklo zhruba 100 tisíc m³ vody. Následky průvalu vod byly odstraňovány až do roku 1961. 
V roce 1968 byla odsouhlasena investiční akce „Otvírka Hubského pně“. V roce 1971 se začala hloubit nová jáma Huber. Hloubení bylo ukončeno v roce 1973. Nadále při tom probíhala těžba Schnödova pně jámou Vilém, a to až do roku 1973. Od roku 1973 byla těžba převedena na 4. patro Hubského pně. S využitím přesýpacích komínů se na povrch dopravovala ruda již novou jámou Huber. Ta se stala hlavní těžební jámou, jáma Vilém sloužila již jen jako větrací. Vzhledem ke zjednodušení evidence těžby byly staré i nové provozy přejmenovány na závod Stannum.
Závalová pole, prostory výrazně narušené předchozí hornickou činností, se v nejvyšší části pně na zemském povrchu těžila v letech 1973–1976 jámovým lomem. Od roku 1975 probíhala příprava pro těžbu závalových partií hlubinným způsobem. Při ražení přípravných chodeb byla naražená historická chodba, která se rozdvojovala. Východní větev ústila na náraziště jámy Kophan, rekonstruované počátkem 19. století, tedy staré více než 150 let. Těžba Sn-W rud závodem Stannum, prováděná zejména v závalových polí Hubského pně, však nikdy nedosáhla plánované roční těžby ve výši 300 tis. tun rubaniny. Maximální roční těžby ve výši 200 tis. tun bylo docíleno pouze v období let 1988–1989. Problémy se zajištěním potřebného množství rubaniny z Hubského pně byl částečně řešeny zpracováním starých rudních odvalů z ložiska Přebuz v Krušných horách. Rovněž došlo k pokusům opětovného zpracování materiálu z odkališť.
Těžba však byla zcela nerentabilní a státem dotována. Po roce 1989 bylo jen otázkou času, kdy bude ukončeno poskytování státních dotací.
Z důvodu nerentability a ukončení státní subvence a rovněž poklesu světové ceny cínu byla na ložisku ukončena těžba v lednu 1991 a následovalo zahájení likvidačních prací podle schváleného rozhodnutím ze dne 4. dubna 1991.
Vhozením symbolického věnce do jámy Huber dne 5. října 1995 byla ukončena historie těžby rud nejen v hornickém revíru Krásno a Horní Slavkov, ale celého podniku Rudné doly Příbram. Následnou likvidací těžní věže jámy Huber dne 30. listopadu 1995 zanikla zdaleka viditelná dominanta nad Horním Slavkovem a Krásnem. V rámci likvidačních prací byly jámy Huber, Vilém a Nová větrací jáma uzavřeny železobetonovou deskou. Poslední báňskou prací byla ražba odvodňovací štoly Barbory, která odvádí důlní vody jak z celého uzavřeného závodu Stannum, tak bývalých opuštěných uranových dolů Horní Slavkov.

## Rudy a jejich minerály

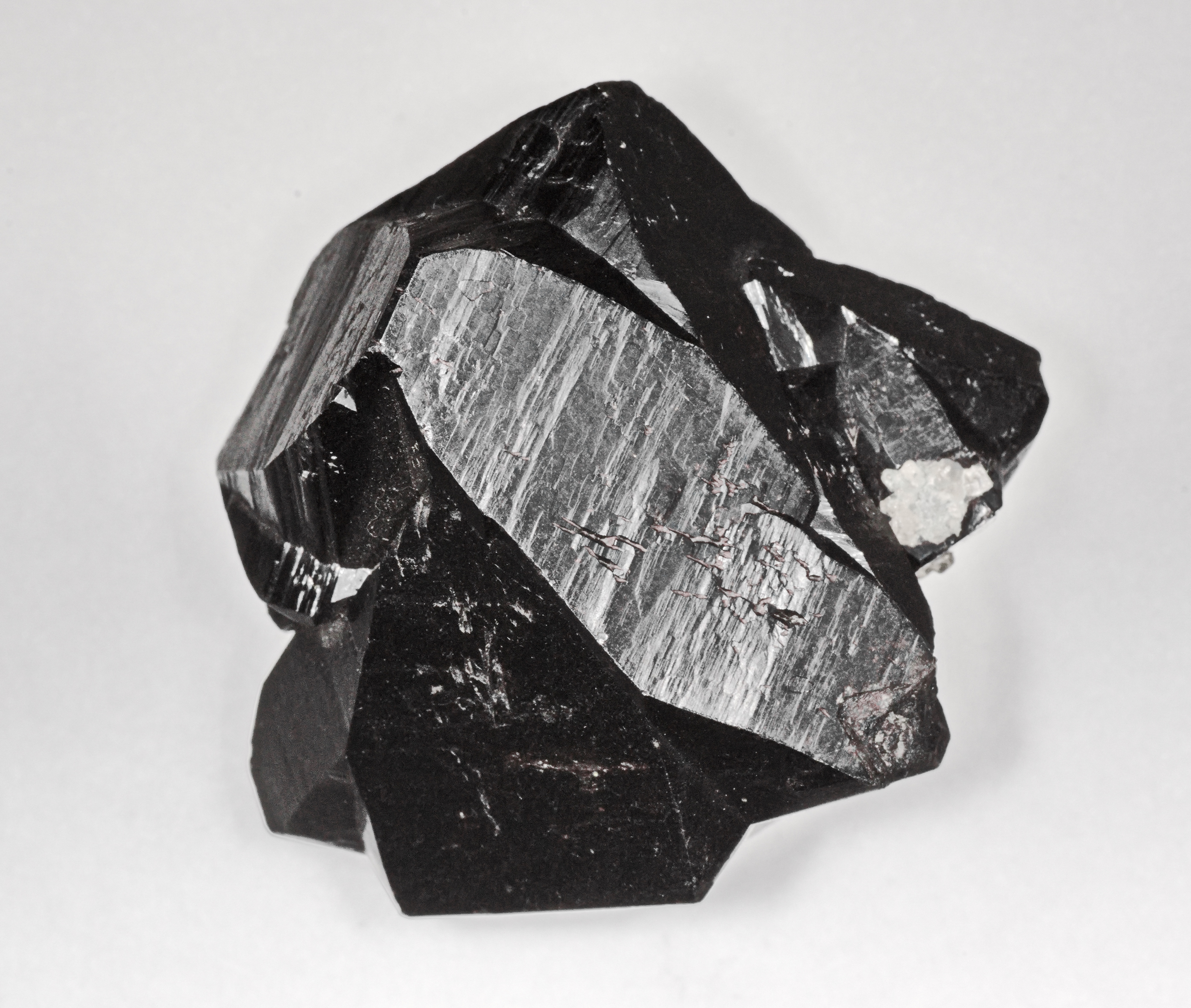
Krystal kasiteritu z Hubského pně

Na ložisku byl nejdůležitějším a zároveň sběratelsky nejznámějším minerálem kasiterit (SnO2), prakticky jediná ruda cínu. Výskyty dalšího cínonosného minerálu stanninu (Cu2FeSnS4) byly jen zcela sporadické. Kasiterit se vyskytoval na Hubském pni v greisenech. Dalším typem byl kasiterit v křemeni na žilných systémech, prostupujících greisenové těleso. V dutinách křemene vytvářel tmavohnědé až černé krastaly se silným leskem. Pravděpodobně největší krystaly se vyskytovaly v dutinách křemenných žil ve vrchlíku pně. Další výskyt kasiteritu byl v podobě tzv. „bonanz“ (rudních hnízd) bochníkovitého tvaru běžně velikých 50 cm. Vyskytovaly se v greisenu a jejich vznik se zatím nepodařilo objasnit.

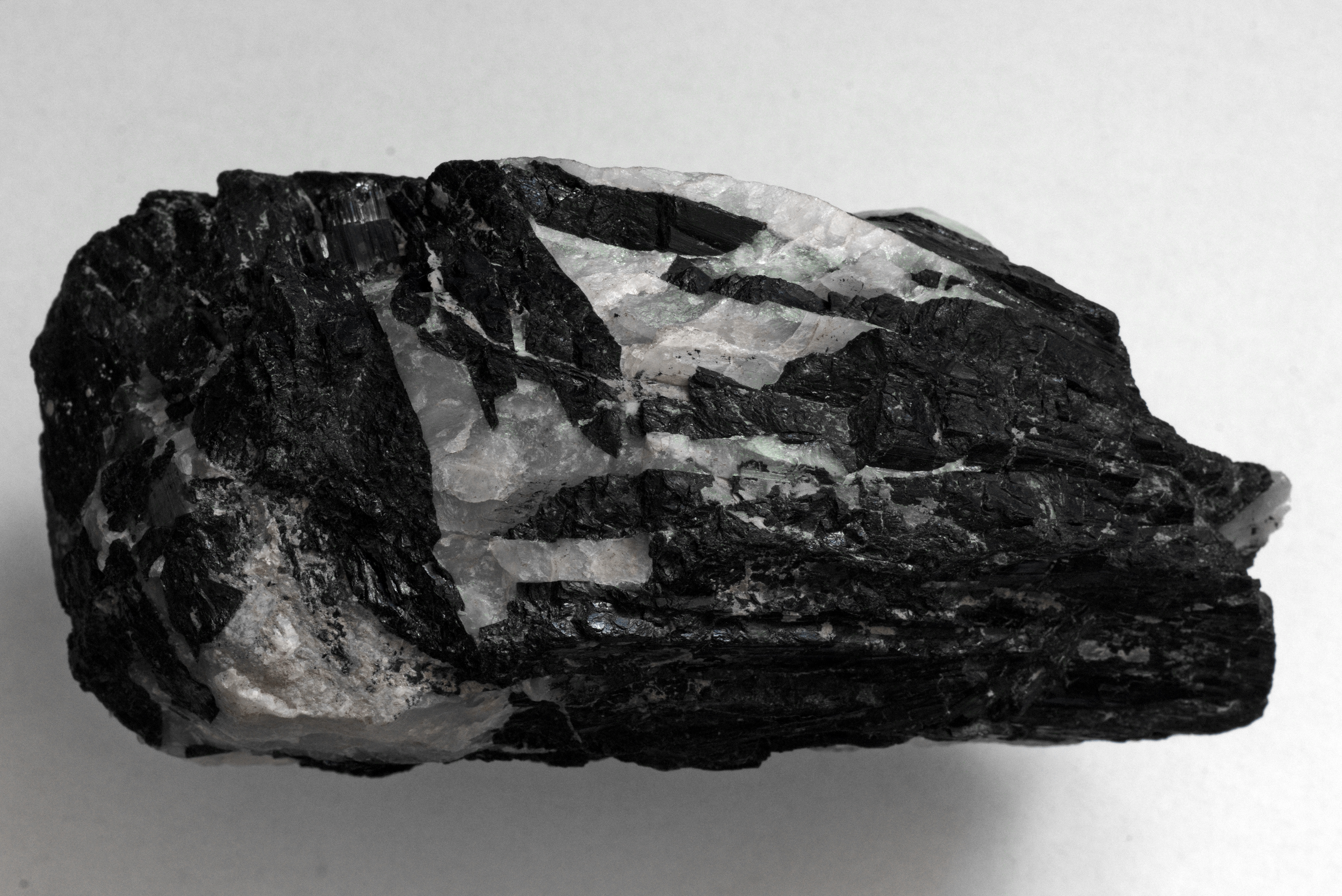
Wolframit s křemenem

Pro těžbu ve 20. století měl velký význam minerál wolframit (FeWO4), hlavní ruda wolframu. Kromě výskytu v greisenu byl jeho výskyt je vázán na křemenné žíly. Byl však těžen i ze starých závalových zásob a rovněž získáván z odvalů po těžbě žilného systému Gellnauer. Právě wolframit jako ruda wolframu dal hlavní impulz k novodobé těžbě na Hubském pni. Zasloužil se o poměrně dlouhou dobu novodobého dobývání rud v Krásně. V dřívějších dobách byl wolframit jako nevyužitelný vyhazován na odvaly. Obtížně tavitelný kov wolfram se začat využívat mnohem později než cín. Uplatnění našel ve zbrojním průmyslu, výrobě rychlořezných ocelí či výrobě žárovkových vláken.. Podružný význam měl jako ruda wolframu minerál scheelit (CaWO4). Novodobě se scheelit vyskytoval v podobě drobných zrn v greisenu. U historických krystalů velkých až 10 cm z konce 18. a průběhu 19. století, uložených v mineralogických sbírkách Národního muzea v Praze, není známa jejich lokalizace. Jejich původ je pravděpodobně ze žil systému Gellnauer.
Cínové a wolframové zrudnění bylo doprovázeno rudami mědi, zejména chalkopyritem (CuFeS2). Po hlavních užitkových minerálech kasiteritu a wolframitu byl chalkopyrit nejčastější rudní minerál. Od koncentrátu cínu a wolframu byl oddělován flotací v úpravárenském procesu, neboť měď byla nežádoucí příměsí a zhoršovala výslednou kvalitu vytaveného cínu i wolframu.
K úpravě rud se využívala úpravna na Hubské výšině nad Hubským pněm, vybudovaná v průběhu druhé světové války pro účely zpracování rud dolu Vilém. Ta prošla několika rekonstrukcemi a v souvislosti s novodobou otvírkou Hubského pně došlo roku 1983 k uvedení do provozu nové úpravny s kapacitou 200 tis. tun rudniny za rok. Následně byla realizovaná rekonstrukce původní úpravárenské linky. Nová linka s roční kapacitou 300 tis. tun byla uvedena do provozu v roce 1985. Technologicky se jednalo o gravitační úpravu na nátřasných splavech. Flotací byly odstraňovány sulfidy, zejména chalkopyrit. K oddělování Sn a W se používal elektromagnetický separátor. Optimální kovnatost vsázky byla ruda o obsahu 0,24% Sn. Při nižších kovnatostech docházelo k poklesu výtěžnosti kovu, při vyšších kovnatostech ke zvyšování obsahu kovu v odpadech. Cínový koncentrát byl do roku 1979 vyvážen do různých evropských států, od roku 1980 byl dopravován do cínové huti ve Freibergu. Wolframový koncentrát se dopravoval do hydrometalurgického závodu v Bruntálu. Koncentrát mědi se zpracovával v kovohuti Krompachy.
I po ukončení těžby a zpracování rud figurují ve státní bilanci ve Slavkovském lese tři výhradní ložiska cínu. Na ložisku Krásno – Horní Slavkov, kam spadá i Hubský peň, je v evidenci zásob 13 665 tisíc tun rudy s obsahem 31 089 tun cínu.